# 桑斯尼
桑斯尼（法語：Sinceny，法語發音：[sɛ̃sni]）是法国上法蘭西大區埃纳省的一个市镇，属于拉昂区。

## 地理
桑斯尼（49°35'46"N, 3°14'48"E）面积13.13 平方千米，位于法国上法蘭西大區埃纳省，该省份为法国北部内陆省份，北起北部省，西接索姆省和瓦兹省，东临阿登省和马恩省，西南至塞纳-马恩省，东北部与比利时接壤。
与桑斯尼接壤的市镇（或旧市镇、城区）包括：阿米尼鲁伊、欧特勒维尔、巴里西、绍尼、孔德朗、福朗布赖、皮埃尔芒德、维里-努勒伊。

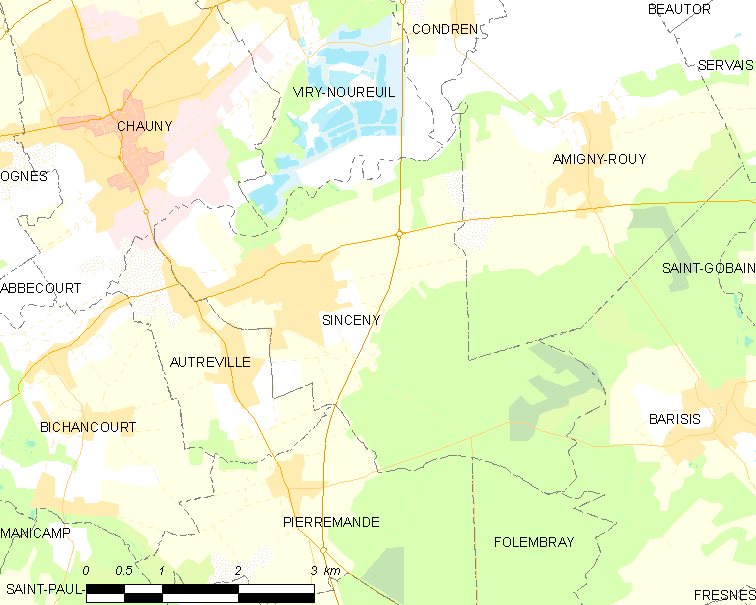
桑斯尼的OSM定位图

桑斯尼的时区为UTC+01:00、UTC+02:00（夏令时）。

## 行政
桑斯尼的邮政编码为02300，INSEE市镇编码为02719。

## 政治
桑斯尼所属的省级选区为绍尼县。

## 人口

1962-2008年间桑斯尼人口变化图示

桑斯尼于2022年1月1日时的人口数量为1988人。